# Roubo de túmulos
Roubo de túmulos ou pilhagem de sepulturas é o acto de profanar um túmulo ou cripta para roubar artefactos ou ornamentos pessoais. Alguém que pratica este acto é um ladrão de túmulos ou ladrão de sepulturas. Um acto relacionado é o roubo de cadáveres, abrindo a campa ou desenterrando o caixão com o fim de roubar um cadáver, mais que roubar os objectos que eventualmente o acompanhem.
O roubo de túmulos tem causado grandes dificuldades ao estudo da arqueologia, história da arte, e história. Incontáveis sites arqueológicos e tumbas de grande valor têm sido saqueados antes que os académicos e peritos tenham tido oportunidade de os examinar.

"A pilhagem aniquila a memória do mundo antigo e torna as suas mais altas criações artísticas em decorações, adornos de prateleira, separados do seu contexto histórico e em última análise, de todo o seu significado."

Na era moderna, os ladrões de sepulturas são geralmente pessoas de baixos recursos, que vendem o produto do saque no mercado negro. Embora alguns artefactos possam eventualmente acabar por chegar às mãos de museus ou académicos, muitos acabam em colecções privadas e fora do alcance do público e dos estudiosos.